# روثیو خورادو
روثیو خورادو (اسپانیایی: Rocío Jurado‎; تلفظ اسپانیایی: [roˈθi.o xuˈɾaðo]؛ ۱۸ سپتامبر ۱۹۴۶ – ۱ ژوئن ۲۰۰۶) خواننده و بازیگر اهل اسپانیا بود. وی بین سال‌های ۱۹۵۰ تا ۲۰۰۶ میلادی فعالیت می‌کرد. در سال ۲۰۰۰ در شهر نیویورک، او جایزه «صدای هزاره» را برای بهترین صدای زن قرن بیستم دریافت کرد. روسیو خورادو بیش از ۱۶ میلیون نسخه از آثارش را به فروش رساند که او را به یکی از پرفروش‌ترین خوانندگان زن اسپانیایی تبدیل کرد. او ۵ گواهینامۀ پلاتین و ۳۰ گواهینامۀ طلا دریافت کرد.
از فیلم‌ها یا مجموعه‌های تلویزیونی که وی در آن‌ها نقش داشته است می‌توان به «چریک‌ها» (۱۹۶۳) و «یک دختر تقریباً نجیب» (۱۹۷۱) اشاره نمود.